# Charroux (Vienne)
Charroux is een gemeente in het Franse departement Vienne en de regio Nieuw-Aquitanië, en telt 1128 inwoners (2019). De plaats maakt deel uit van het arrondissement Montmorillon.

## Geografie
De oppervlakte van Charroux bedraagt 44,6 km², de bevolkingsdichtheid is 29,6 inwoners per km².
De onderstaande kaart toont de ligging van Charroux (Vienne) met de belangrijkste infrastructuur en aangrenzende gemeenten.

## Demografie
Onderstaande figuur toont het verloop van het inwonertal (bron: INSEE-tellingen).

## Afbeeldingen

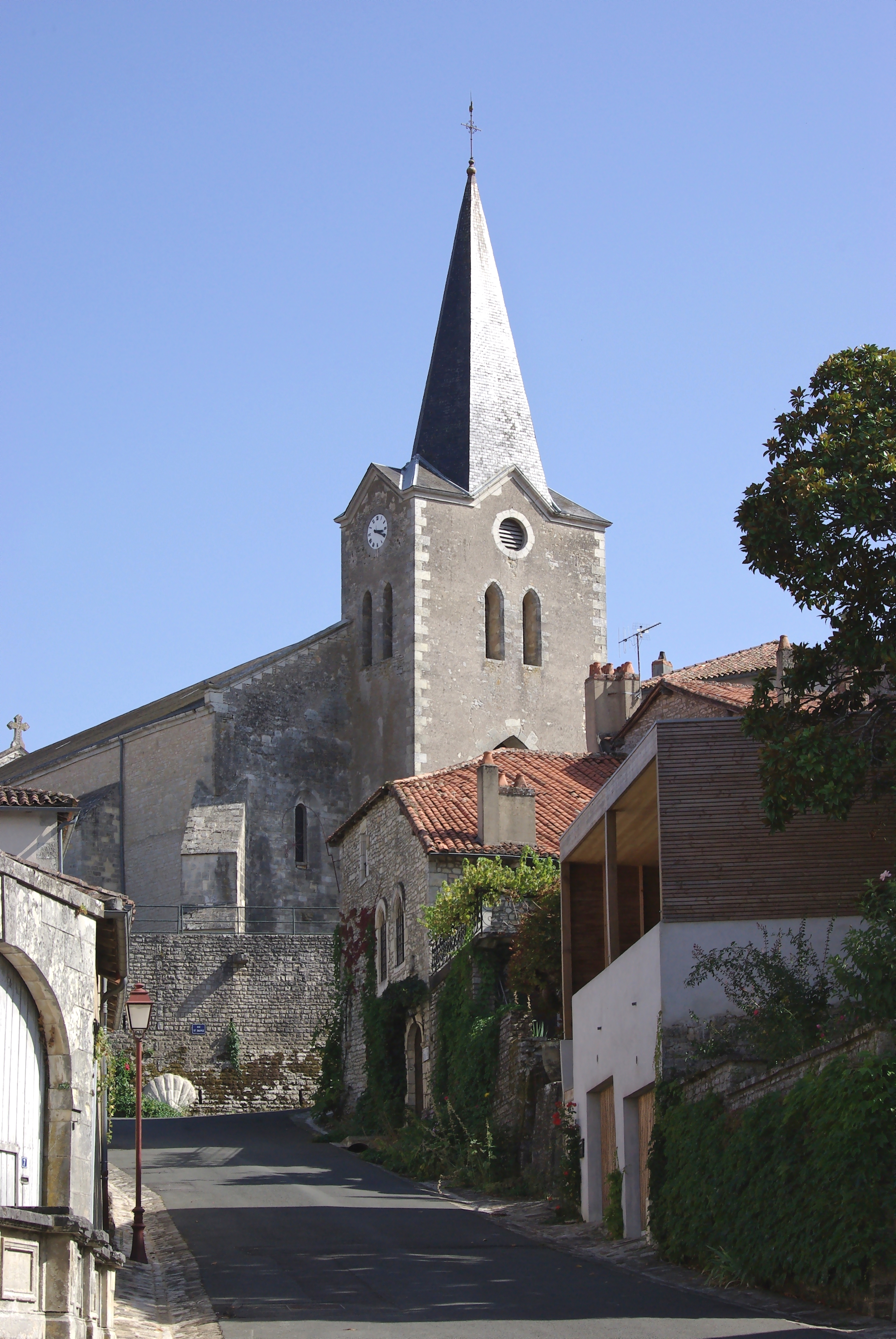
Église Saint-Sulpice
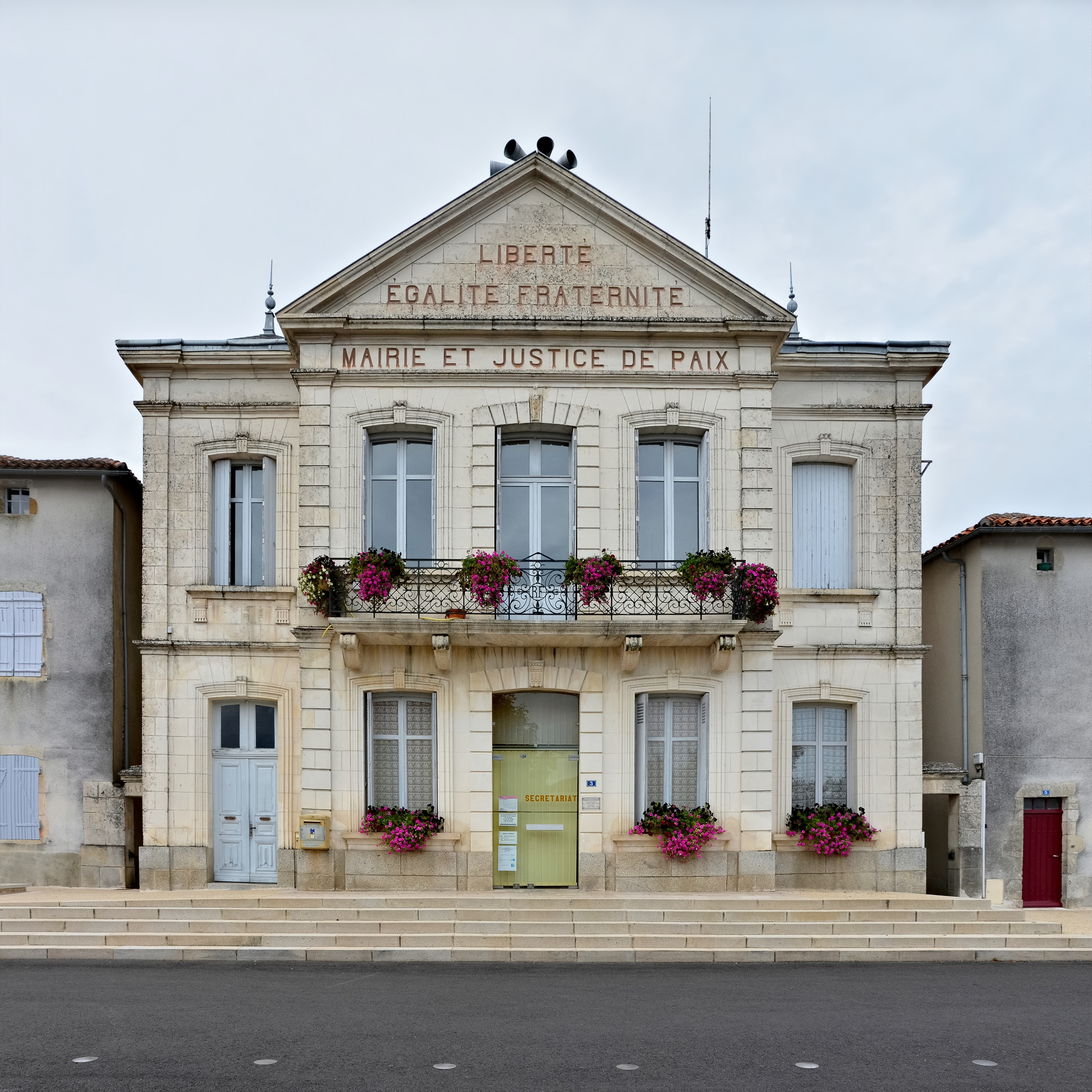
Gemeentehuis
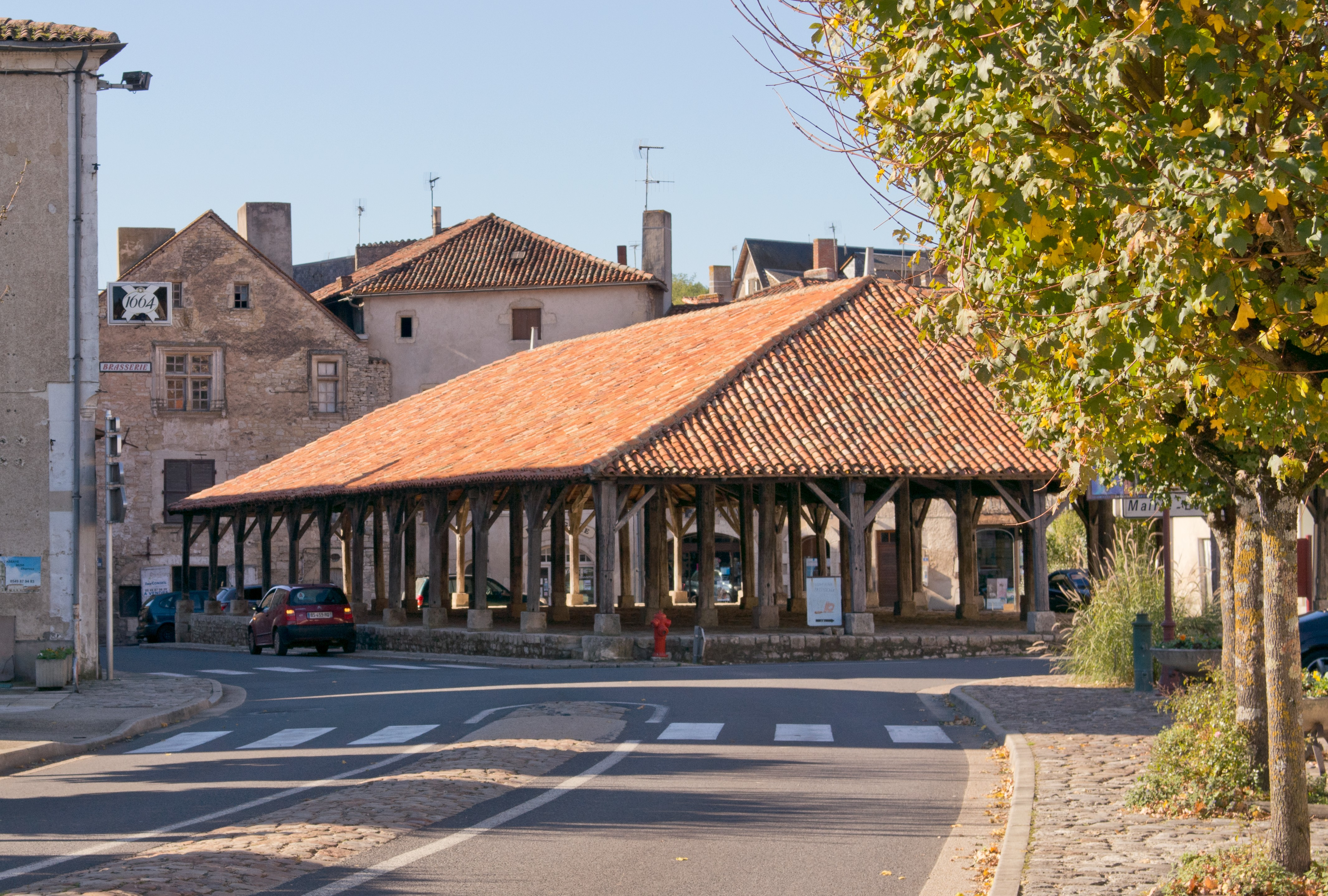
Markthal
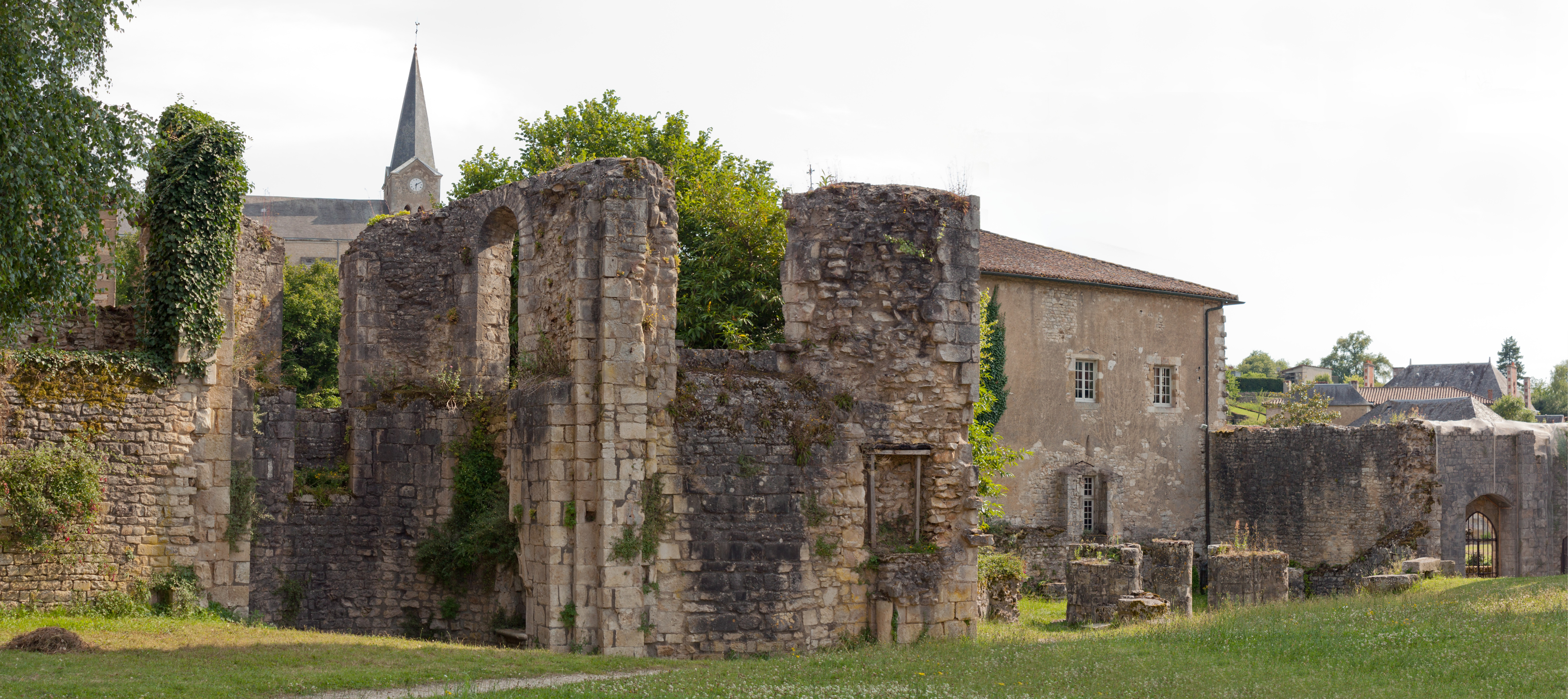
Abbaye Saint-Sauveur
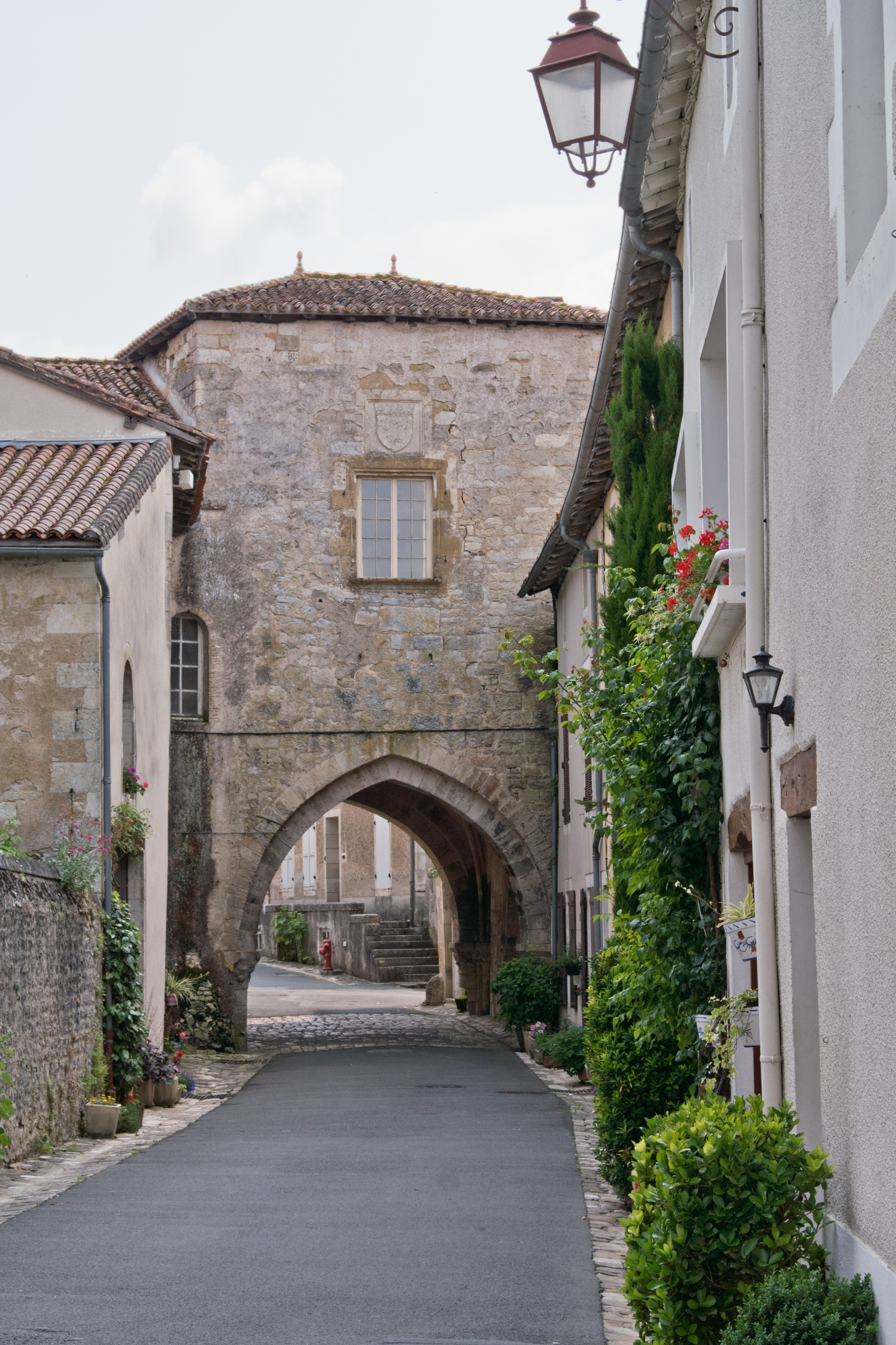
Porte de l'Aumonerie